# ۱۶۲۱ (میلادی)
۱۶۲۱ (میلادی) هزار و ششصد و بیست و یکمین سال تقویم میلادی است.

## زادگان
- اندره دولیه دلاند جهانگرد فرانسوی

## درگذشتگان
- ۲۸ ژانویه – پل پنجم، کشیش ایتالیایی (ز. ۱۵۵۰)
- ۳ اوت – گیوم دو ور، کشیش فرانسوی (ز. ۱۵۵۶)
- ۸ اکتبر – آنتوان دو مون‌کرتین، اقتصاددان و شاعر فرانسوی
- ۱۵ مه – هندریک د کیسر، معمار و مجسمه‌ساز هلندی (ز. ۱۵۶۵)